# ブラウゴン
ブラウゴンは、Jリーグに所属するブラウブリッツ秋田のマスコットキャラクターである。背番号00。

## 概要
2011年3月、秋田市の日新小学校4年生（当時）がデザインした原案をもとに、同市のクリエイター今野仁がデザインした完成版を発表。6月に立体化。
秋田県の龍神伝説にちなむ龍神の子ども。8歳（2011年当時）。身長はサッカーボール9球身。好きな食べ物はリンゴとアスパラ。性格は元気、前向き、少しおっちょこちょい。口癖は「ゴン」。
クラブ内ホームページで「ブラウゴン日記」を公開している。主にイベント参加の報告、また、クラブの日程変更などでも更新をしている。
2015年（平成27年）5月、秋田ノーザンハピネッツのマスコットキャラクター・ビッキーとともに、秋田県警察の広報大使としての委嘱を受けた。
2022年は、都市対抗野球TDK硬式野球部の応援でも活躍した。

## エピソード
ハーフタイムイベントではダンスを披露する場面がよく見られる。「マル・マル・モリ・モリ!」ダンスは、幼稚園訪問などでも行っている。

## Jリーグマスコット総選挙
Jリーグ及びJ1・J2・J3クラブのマスコットが投票によってJリーグマスコットの頂点の座を争う「Jリーグマスコット総選挙」におけるブラウゴンの戦績は以下の通り。
最高位は2023年の26位。最下位は2018年、2019年の51位。
| 開催年 | ブラウゴンの順位 | センターを獲得したマスコット |
| ------ | ---------------- | ---------------------------- |
| 2013年 | 不出場           | ベガッ太                     |
| 2014年 | 不出場           | ヴィヴィくん                 |
| 2015年 | 不出場           | サンチェ                     |
| 2016年 | 不出場           | ベガッ太                     |
| 2017年 | 38位             | サンチェ                     |
| 2018年 | 51位             | グランパスくん               |
| 2019年 | 51位             | グランパスくん               |
| 2020年 | 34位             | マリノスケ                   |
| 2021年 | 37位             | ヴィヴィくん                 |
| 2022年 | 36位             | マリノス君                   |
| 2023年 | 26位             | マリン                       |

## マスコット交友歴

### Jリーグ他マスコット

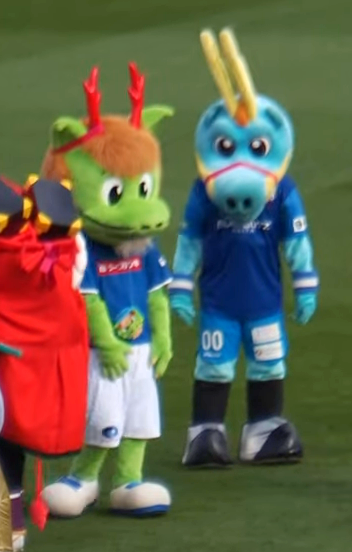
ブラウゴンとホーリーくん

- ディーオ（モンテディオ山形）

2022年、ソユースタジアムでの奥羽本戦ハーフタイムで障害物競走を行った。2023年は、NDスタで「ダンスパフォーマンス対決」となる。また天童商店街より、限定将棋駒を贈呈された。
- ホーリーくん（水戸ホーリーホック）

同じ龍の仲間として親近感を持っており、PK対決が行われた。水戸戦はドラゴンダービー（別名佐竹、納豆ダービー）として開催されている。混同されやすく似顔絵で、ブラウゴンがホーリーカラー緑色になっている場合がある。なお、原案では情熱の赤色だった。茨城県龍ケ崎市のマスコットまいりゅうとも交流がある。
- キヅール（いわてグルージャ盛岡）

J3時代からの付き合いが長く、最も近い場所にいるマスコットである。こちらもPK対決が実施された。
- ヴィヴィくん（V・ファーレン長崎）

オンラインで紙相撲競争対決。インスタライブに参加。
- ニータン（大分トリニータ）

2023年5月28日開催の「ダイハツダービー」に合わせて来秋。しかしながら、悪天候によりイベント内容が変更となった。

### 他マスコット、キャラクターとの交友歴

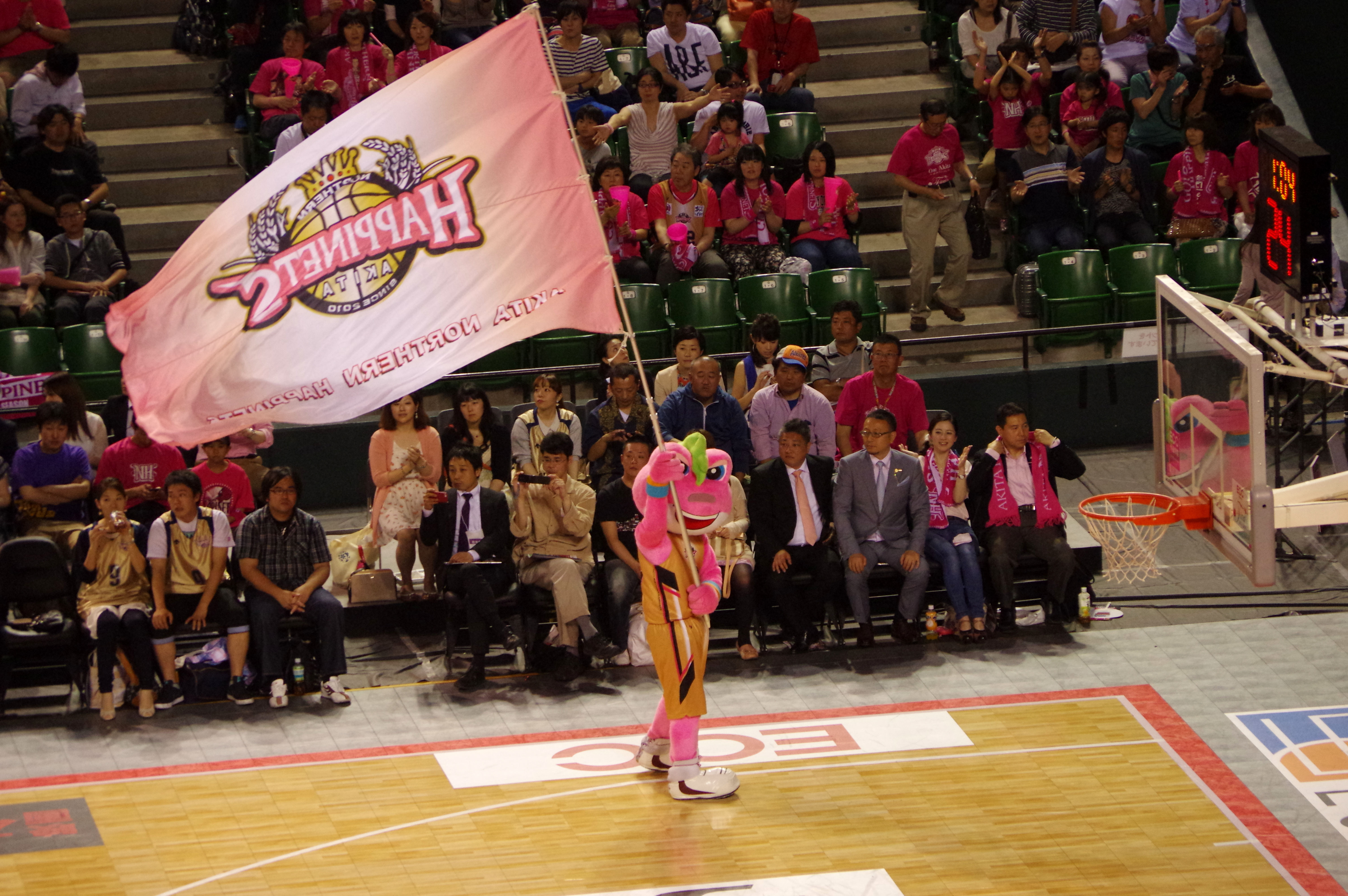
ビッキー

- くまモン

熊本県のマスコットで、秋田ホームにおけるロアッソ熊本戦にて数度ソユスタに来場。初来場は秋田、熊本ともJ3に属していた2019年6月23日。J2昇格以後では、2022年6月5日と2023年7月9日に来場している。
- クレヨンしんちゃん

2023年7月9日のJ2第25節・ロアッソ熊本戦にてくまモンと共に来場。前年7月にスタートした同作の「家族都市プロジェクト」の一環によるもので、前述のくまモンと共にしんちゃんと父のひろしが登場した。これはひろしがホーム・秋田側の大曲市出身、母（ひろしの妻）のみさえが対戦相手の属する熊本県出身であることに因む。
- カクシカ

2023年ダイハツダービー大分戦で秋田に期限付き移籍にて加入することが決定し、強力な助っ人となる。なお、秋田ダイハツには、「ダイハチ」という秋田犬のマスコットキャラクターがいる。
- ビッキー、あんべぇ

秋田県3大マスコットとして、秋田県警察広報大使に任命されているほか、TDK野球部応援に共同参戦したりしている。野球応援には、 超神ネイガーやにかほ市のにかほっぺんも参加。あんべぇ はラグビーチーム秋田ノーザンブレッツのマスコット、まもるくん とあいちゃんは、秋田県警の公式マスコットとなっている。